# New Enhanced AT
New Enhanced AT ist die Bezeichnung für den CS8221-Chipsatz von Chips & Technologies. Der Chipsatz wird mit NEAT abgekürzt (englisch neat bedeutet jedoch auch u. a. „ordentlich“, „sauber“, „gepflegt“); das „AT“ ist eine Referenz auf den IBM PC/AT und steht für Advanced Technology.

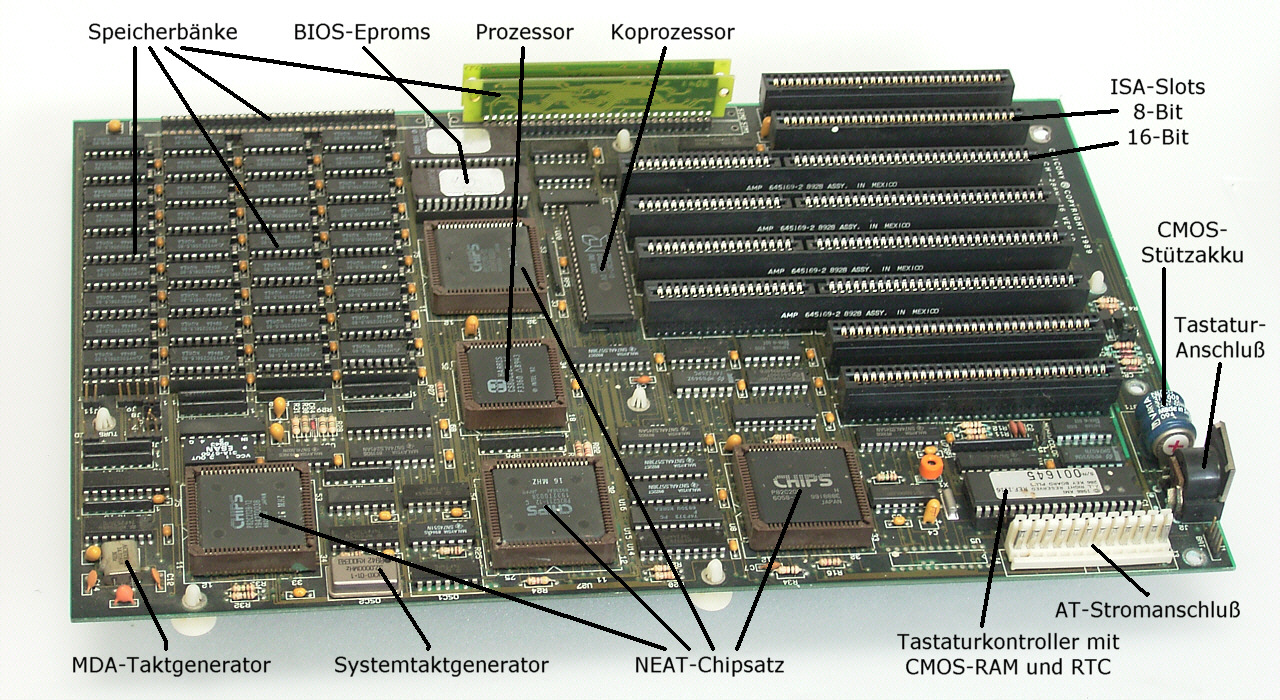
Ein Mainboard mit NEAT-Chipsatz für den Intel 80286

Der NEAT-Chipsatz wurde im August 1987 angekündigt und war ab Ende 1987 für den Intel 80286 verfügbar. Später kam mit „NEATsx“ auch eine Variante für den 80386SX hinzu, sowie stromsparende Varianten für Laptops unter der Bezeichnung LEAP (Eigenschreibweise „LeAP“ von englisch Low-power enhanced AT Portable). Es wurden auch Einchip-Varianten unter der Bezeichnung SCAT entwickelt (von Single Chip AT – „SCAT“ für 286, „SCATsx“ für 386SX).

## Chipsatz
Der CS8221 NEAT-Chipsatz (englisch „CS8221 SOLUTION CHIPset“) für 80286 sowie der CS8281 NEATsx-Chipsatz für den 80386SX besteht aus den folgenden Einzelchips:
- 82C211 – CPU/Bus-Controller
- 82C212 – Page/Interleave- und EMS-Speicher-Controller
- 82C215 – Adressen/Daten-Puffer (englisch Data/Address buffer)
- 82C206 – Integrated Peripherals Controller (IPC)

Als Nachfolger von NEAT entwickelte Chips &Technologies den „Single Chip AT“, kurz SCAT, der den Chipsatz in einem einzigen Chip unterbringt:
- 82C235 – „SCAT“ für 80286[7]
- 82C236 – „SCATsx“ für 80386SX[8]

SCAT ist zwar grundsätzlich NEAT-kompatibel, es gibt jedoch eigene Treiber für DOS.

## Bedeutung

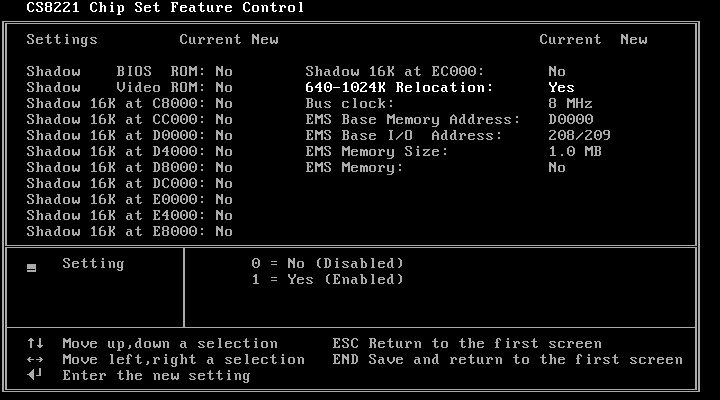
BIOS-Setup eines NCR 3302 80286-PC für den NEAT-Chipsatz, emuliert unter 86Box

Die vormals übliche Mainboard-Konfiguration mittels Jumper wurde weitestgehend durch eine Softwarekonfiguration über das BIOS abgelöst. Mit diesem Chipsatz ist es auf dem 80286 möglich, ohne EMS-Speicherkarte bis zu 8 MB EMS-Speicher bereitzustellen. Der Chipsatz zeichnet sich neben dem dank Bank-Interleaving hohen Speicherdurchsatz durch ein in seinem Umfang bis dato unbekanntes UMB-Speichermanagement aus, welches im Gegensatz zur MMU des 80386 (und insbesondere zur 386SX-Bauvariante) den Prozessor nicht ausbremst.
Für die Bereitstellung von EMS-Speicher ist ein spezieller DOS-Treiber erforderlich. Vom NEAT-Chipsatz gab es einige Nachbauten, beispielsweise übernehmen die Chipsätze TI TACT82206, UMC 82C206L und OPTi 82C206 viele Elemente des NEAT-Designs von Chips & Technologies, benötigen jedoch eigene Treiber unter DOS.

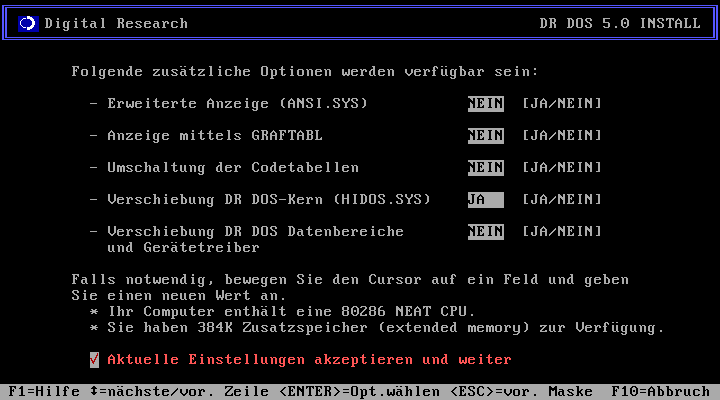
Das Installationsprogramm von DR DOS 5.0 erkennt den NEAT-Chipsatz des NCR 3302 mit 80286-Prozessor; emuliert unter 86Box

Es gibt zahlreiche Speicher-Treiber, Speichermanager und systemnahe Programme, die den NEAT-Chipsatz (teilweise) nutzen können. Beispielsweise erkennt ihn DR DOS 5.0 bei der Installation und HIDOS.SYS kann damit Treiber und TSRs in die Upper Memory Area laden.